# Base Aérea de Kadena

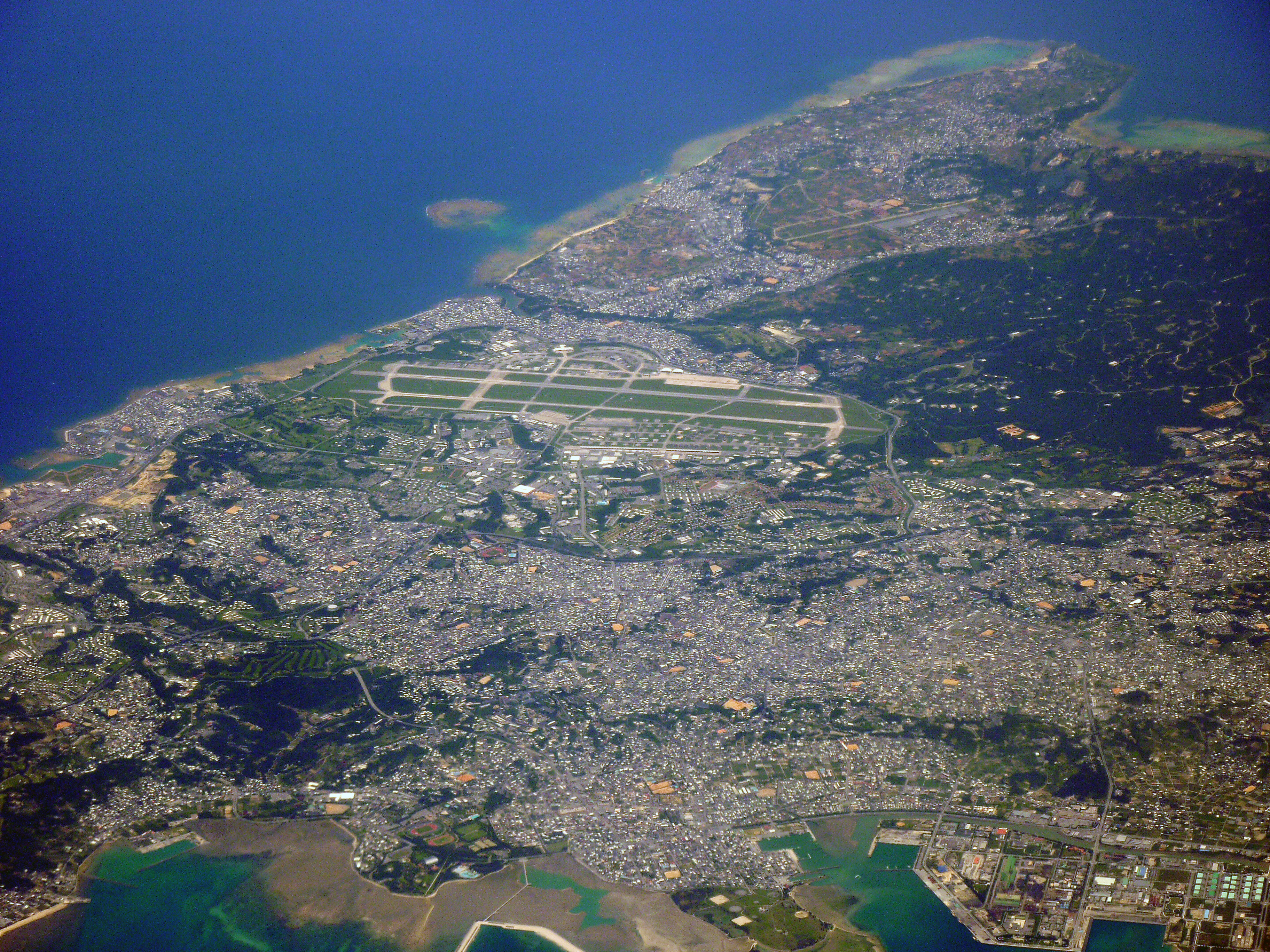
Base Aérea de Kadena no centro

Base Aérea de Kadena (嘉手納飛行場, Kadena Hikōjō) (IATA: DNA, ICAO: RODN) é uma base altamente estratégica da Força Aérea dos Estados Unidos nas cidades de Kadena e Chatan e na cidade de Okinawa, na Prefeitura de Okinawa, Japão. É muitas vezes referida como a "pedra angular do Pacífico" por causa de sua localização altamente estratégica e geográfica. Ela está localizada a apenas 650 km da costa da China e a uma distância de apenas 770 km de Xangai, um importante centro econômico. É o lar da ala 18 da USAF, do grupo de operações especiais 353, das unidades de reconhecimento, do batalhão 1, do Regimento de Artilharia de defesa aérea 1 e de uma variedade de unidades associadas. Mais de 20.000 militares americanos, familiares e funcionários japoneses vivem ou trabalham a bordo da Base Aérea de Kadena. É a maior e mais ativa base da Força Aérea dos EUA no leste da Ásia.

## História
A história da Base Aérea de Kadena remonta a pouco antes da Batalha de Okinawa em abril de 1945, quando uma empresa de construção local completou um pequeno aeródromo chamado Yara Hikojo perto da vila de Kadena. O aeródromo, usado pela Força Aérea do Exército Imperial Japonês, foi um dos primeiros alvos da 7ª Divisão de Infantaria do Exército dos Estados Unidos. Os Estados Unidos o tomaram dos japoneses durante a batalha.

### Segunda Guerra Mundial

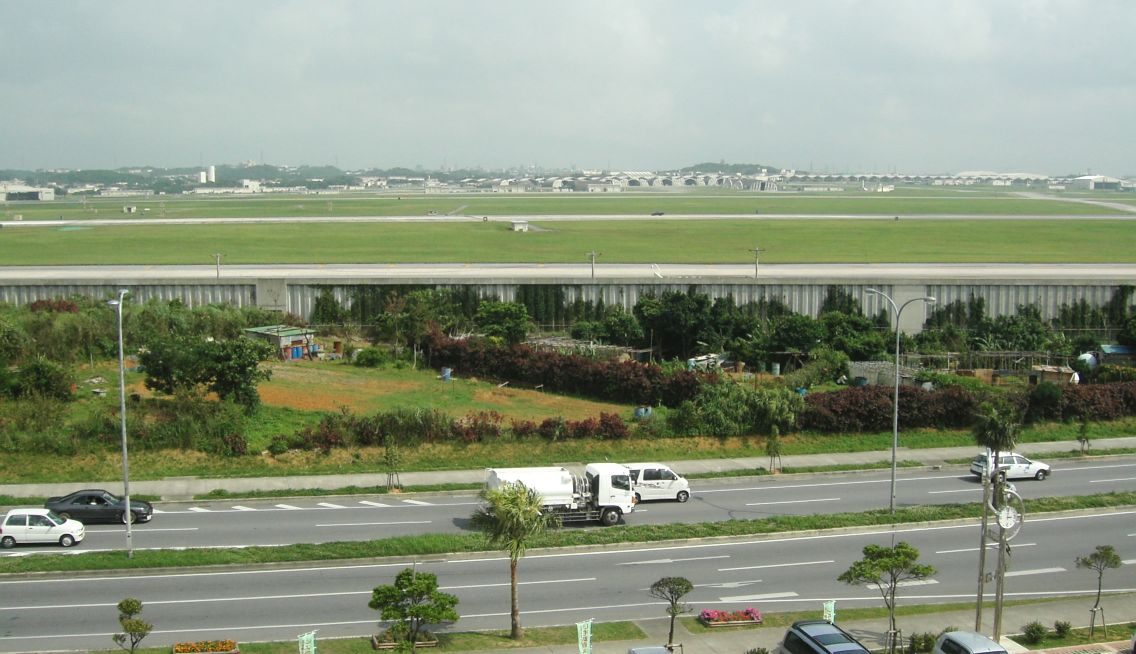
Vista da Base Aérea de Kadena

O que os americanos capturaram foi uma faixa de pista de coral de  4,600 ft (1,400 m) bastante danificada. "O trabalho inicial em Kadena foi realizado pelo Batalhão 1901º de Engenheiros de Aviação da 7ª Divisão de Infantaria dos EUA e pela Unidade de Manutenção do Batalhão de Construção Naval CBMU 624 em 4 de abril", ao anoitecer do mesmo dia, a pista poderia aceitar pousos de emergência. Oito dias depois, e após cerca 6 in (150 mm) de coral foram adicionados, o aeródromo foi declarado operacional e colocado em serviço imediato por aeronaves de observação de artilharia. A construção adicional foi realizada pelo Batalhão 807º de Aviação de Engenharia para melhorar o aeródromo para uso de caças e bombardeiros da USAAF com tanques de combustível, uma nova pista betuminosa de 6,500 ft (2,000 m), e uma pista de 7,500 ft (2,300 m) para bombardeiros, até agosto.
O aeródromo de Kadena estava inicialmente sob o controle da Sétima Força Aérea, no entanto, em 16 de julho de 1945, a sede da Oitava Força Aérea foi transferida, sem pessoal, equipamento ou elementos de combate para a cidade de Sakugawa, perto de Kadena da RAF High Wycombe Inglaterra. Após a redistribuição, seu elemento de quartel-general absorveu a equipe de comando do inativado XX Bomber Command. Kadena foi usado pela equipe da sede para os requisitos administrativos de vôo.
Após sua transferência para o Teatro do Pacífico, a Oitava Força Aérea foi designada para as Forças Aéreas Estratégicas do Exército dos EUA com a missão de treinar novos grupos de bombardeiros B-29 Superfortress que chegam dos Estados Unidos para missões de combate contra o Japão. Na planejada invasão do Japão, a missão da Oitava Força Aérea seria realizar bombardeios estratégicos a partir de Okinawa. No entanto, os bombardeios atômicos do Japão levaram à rendição japonesa antes que a Oitava Força Aérea entrasse em ação no teatro do Pacífico.
A rendição das forças japonesas nas ilhas Ryukyu ocorreu em 7 de setembro. O general Joseph Stilwell aceitou a rendição em uma área que mais tarde se tornaria a área habitacional de Stearley Heights de Kadena.
As unidades conhecidas da Segunda Guerra Mundial atribuídas a Kadena foram :
- 319º Grupo de Bombardeio (Light) (julho a novembro de 1945) ( A-26 Invader )
Atribuído à Sétima Força Aérea e voou missões para o Japão e a China, atacando aeródromos, navios, estaleiros de triagem, centros industriais e outros objetivos.
- 317º Grupo de Transporte de Tropas (agosto a setembro de 1945) ( C-46 Commando, C-47 Skytrain )
Atribuído à Sétima Força Aérea nas Filipinas. Desdobrou aeronaves para Kadena e voou rotas de correio e passageiros para o Japão, Guam, Coreia e Filipinas, e transportou carga e pessoal na área.
- 333d Grupo de Bombardeio (Muito Pesado) (agosto de 1945 - maio de 1946) (B-29)
Atribuído à Oitava Força Aérea para a invasão planejada do Japão. As operações terminaram antes que o grupo pudesse entrar em combate. Por um tempo após a guerra, o grupo transportou prisioneiros de guerra aliados do Japão para as Filipinas. Inativado em maio de 1946.
- 346º Grupo de Bombardeio (Muito Pesado) (agosto de 1945 - junho de 1946) (B-29)
Atribuído à Oitava Força Aérea para a invasão planejada do Japão. As operações terminaram antes que o grupo pudesse entrar em combate. Após a guerra, o grupo participou de várias missões de demonstração de força sobre o Japão e por um tempo transportou prisioneiros de guerra aliados de Okinawa para as Filipinas. Inativado em junho de 1946.
- 316ª Ala de Bombardeio (setembro de 1945 - junho de 1948)
Atribuído à Oitava Força Aérea para a invasão planejada do Japão. As operações terminaram antes que o grupo pudesse entrar em combate. Reatribuído às Forças Aéreas do Extremo Oriente dos EUA em janeiro de 1946. Redesignada como 316ª Asa Composta em janeiro de 1946 e 316ª Asa de Bombardeio (Muito Pesada) em maio de 1946. Inativado em junho de 1948.
- 413º Grupo de Caça (novembro de 1945 - outubro de 1946) ( P-47N )
Atribuído à Oitava Força Aérea e serviu como parte da defesa aérea e força de ocupação das Ilhas Ryukyu após a guerra. Inativado em outubro de 1946.

Em 7 de junho de 1946, a sede da Oitava Força Aérea mudou-se sem pessoal ou equipamento para MacDill AAF, Flórida. Foi substituído pela 1ª Divisão Aérea que dirigiu o reconhecimento de caças e organizações de bombardeiros e forneceu defesa aérea para as Ilhas Ryukyu até dezembro de 1948.
A Vigésima Força Aérea tornou-se a organização de comando e controle de Kadena em 16 de maio de 1949.

### Anos do pós-guerra e a Guerra da Coreia
A Guerra da Coreia enfatizou a necessidade de manter uma presença naval em Okinawa. Em 15 de fevereiro de 1951, o US Naval Facility, Naha, foi ativado e mais tarde foi comissionado em 18 de abril. Comandante das Atividades da Frota, Ryukyus foi comissionado em 8 de março de 1957. Em 15 de maio de 1972, após a reversão de Okinawa para a administração japonesa, as duas organizações foram combinadas para formar o Comandante das Atividades da Frota de Okinawa. Com as realocações do Commander Fleet Activities, Okinawa para a Base Aérea de Kadena em 7 de maio de 1975, o título passou a ser Commander Fleet Activities, Okinawa/US Naval Air Facility, Kadena.
A Vigésima Força Aérea foi desativada em março de 1955. A Quinta Força Aérea tornou-se a organização de comando e controle de Kadena. As principais unidades USAAF / USAF do pós-guerra conhecidas atribuídas a Kadena foram:
- 6º Grupo de Bombardeio (Muito Pesado) (junho de 1947 – outubro de 1948) (B-29)
Participou de voos de demonstração de força sobre o Japão e despachou alimentos e outros suprimentos de socorro para prisioneiros de guerra aliados recém-libertados. Inativado em outubro de 1948.
- 71ª Ala de Reconhecimento Tático (agosto de 1948 - outubro de 1948) ( F-5, F-6, RF-51, RF-61 )
Equipado com aeronaves de reconhecimento, voou em missões de fotografia aérea sobre o Japão e sul da Coreia. Inativado em outubro de 1948. O 71º Grupo de Base Aérea forneceu suporte à unidade de base para organizações designadas a Kadena.
- 32d Asa Composta (agosto de 1948 - abril de 1949) ( RB/SB-17G, C-46, RB/SB-29)
Substituída a 71ª Ala de Reconhecimento Tático. Reconhecimento fotográfico e apoio de busca e salvamento. O 32d Grupo de Base Aérea forneceu suporte à unidade de base para organizações designadas a Kadena.
- 6332d Air Base Group (abril de 1949 – janeiro de 1950) (redesignado 6332d Air Base Wing (janeiro de 1950 – maio de 1955), 6313th Air Base Wing (outubro de 1957 – dezembro de 1964))
Forneceu suporte à unidade de host base para organizações atribuídas ao Kadena.
- 19º Grupo de Bombardeio (Médio) (julho de 1950 – maio de 1954) (B-29)
Implantado da Andersen AFB, Guam. Voou missões de combate sobre a Coreia. Transferido em maio de 1954 para Pinecastle AFB, Flórida.
- 22º Grupo de Bombardeio (Médio) (julho de 1950 – outubro de 1950) (B-29)
Implantado a partir de março AFB, Califórnia. Voou missões de combate sobre a Coréia
- 307º Grupo de Bombardeio (Médio) (setembro de 1950 - fevereiro de 1951) (B-29)
Implantado da MacDill AFB Florida para se envolver em operações de combate durante a Guerra da Coréia. Enquanto em Okinawa, o 307º recebeu a Citação da Unidade Presidencial da República da Coreia por seus ataques aéreos contra as forças inimigas na Coreia. Também foi premiado com a Distinguished Unit Citation e vários streamers de campanha. O 307º BG retornou da implantação em fevereiro de 1951, no entanto, elementos do grupo permaneceram implantados em Okinawa em uma base semi-permanente até 1954.
- 581º Grupo de Reabastecimento Aéreo (setembro de 1953 - setembro de 1956) (B-29)
transferido da 581ª Ala de Reabastecimento e Comunicações Aéreas em Clark AB, Filipinas. Realizou guerra não convencional e operações psicológicas de contra-insurgência. Desativado e missão transferida para a Marinha dos EUA.

No final da presidência de Eisenhower, cerca de 1.700 armas nucleares foram implantadas em terra no Pacífico, 800 das quais na Base Aérea de Kadena.

### 18ª Ala
Em 1º de novembro de 1954, a 18ª Ala de Caça-Bombardeiro chegou da Base Aérea de Osan, Coréia do Sul. Sob designações em mudança, a asa tem sido a principal força de vôo da USAF em Kadena por mais de 50 anos. A ala manteve aeronaves designadas, tripulações e pessoal de apoio em prontidão para responder às ordens da Quinta Força Aérea e das Forças Aéreas do Pacífico. A ala inicialmente estava voando três esquadrões de F-86 Sabre norte-americano : o 12º, 44º e 67º Esquadrões de Caça. A asa voou missões de caça tática de Okinawa e fez implantações frequentes na Coréia do Sul, Japão, Formosa e Filipinas. Em 1957, a asa foi atualizada para o F-100 Super Sabre e a designação foi alterada para 18ª Asa de Caça Tático. Em 1960, uma missão de reconhecimento tático foi adicionada à asa com a chegada do McDonnell F-101 Voodoo e do 15º Esquadrão de Reconhecimento Tático.

#### Era da Guerra do Vietnã
A partir de 1961, o 18º TFW estava enviando seus esquadrões táticos frequentemente para o Vietnã do Sul e Tailândia, inicialmente com seus jatos de reconhecimento RF-101, e começando em 1964 com suas forças de caça táticas apoiando missões de combate da USAF na Guerra do Vietnã. :257Em 1963, o F-105 Thunderchief substituiu os Super Sabres. Durante as implantações de atribuição temporária de serviço (TDY) para o Sudeste Asiático, o 12º TFS perdeu quatro aeronaves, o 44º TFS perdeu um F-105D e o 67º TFS perdeu nove aeronaves, incluindo três no primeiro dia da Operação Rolling Thunder. Os desdobramentos para o Sudeste Asiático continuaram até o final do envolvimento dos Estados Unidos no conflito.
O RF-4C Phantom II substituiu o RF-101 no papel de reconhecimento em 1967. Uma capacidade de guerra eletrônica foi adicionada à asa no final de 1968 com a anexação do 19º Esquadrão de Guerra Eletrônica Tática da Shaw AFB Carolina do Sul, voando o Destroyer EB-66. Os B-66 permaneceram até 1970, voando diariamente sobre os céus do Sudeste Asiático.
Durante a crise do Pueblo de 1968, o 18º foi implantado entre janeiro e junho para Osan AB, Coréia do Sul, após a apreensão norte-coreana do navio. Desde então, desdobramentos frequentes na Coréia do Sul foram realizados para manter a missão de alerta de defesa aérea lá.
Em 1972, o 1º Esquadrão de Operações Especiais foi designado, trazendo suas aeronaves especializadas C/MC-130 Hercules para a asa. O esquadrão foi transferido em 1978. A missão de reconhecimento terminou em 1989 com a aposentadoria dos RF-4Cs e a inativação do 15º TRS.

#### Pós-Vietnã
O F/RF-4C Phantom II substituiu os F-105s em 1971, e uma atualização adicional para o F-15 Eagle foi feita em 1979.
Em 6 de novembro de 1972, a 18ª Ala de Caça Tático despachou os caças McDonnell Douglas F-4C / D Phantom II do 44º Esquadrão de Caça Tático e do 67º Esquadrão de Caça Tático para a Base Aérea de Ching Chuan Kang, Taiwan, até 31 de maio de 1975. Auxiliar a defesa aérea de Taiwan contra ameaças da China.
A designação da ala mudou em 1 de outubro de 1991 para a Ala 18 com a implementação do conceito Ala Objetivo. Com a asa objetiva, a missão do 18º se expandiu para o conceito de Asa Aérea Composta de várias missões de asa diferentes com aeronaves diferentes. A missão do dia 18 foi ampliada para incluir reabastecimento aéreo com aviões-tanque KC-135 Stratotanker ; e vigilância, alerta, comando e controle E-3 Sentry e comunicações. Adicionada missão de transporte aéreo em junho de 1992 com o C-12 Huron, transportando pessoal de missão crítica, carga de alta prioridade e visitantes ilustres. Em fevereiro de 1993, a 18ª Ala ganhou a responsabilidade de coordenar as operações de resgate no Pacífico Ocidental e no Oceano Índico.

#### Chegada da unidade Patriota
Em novembro de 2006, o 1º Batalhão do Exército dos EUA, 1º Regimento de Artilharia de Defesa Aérea, uma unidade Patriot PAC-III, foi enviado para Kadena de Fort Bliss Texas. Originalmente designados para a 31ª Brigada ADA de Fort Bliss, eles foram transferidos para a 94ª AAMDC, USINDOPACOM. A mudança foi parte da consolidação do BRAC das bases do Exército dos EUA e dos acordos de segurança entre os EUA e o Japão. A missão do batalhão é defender a base contra mísseis balísticos táticos da Coreia do Norte. A implantação foi controversa em Okinawa, sendo recebida com protestos.

### Unidades estrangeiras
Outros aliados dos EUA  que havia manifestado intenção com a aprovação do governo japonês e da Força Aérea dos Estados Unidos de hospedar unidades na base aérea para impor ainda mais a cooperação unida contra ameaças regionais; Coreia do Norte, Sibéria Russa, Extremo Oriente Russo e a crescente influência da China na Ásia-Pacífico.

#### Austrália e Nova Zelândia

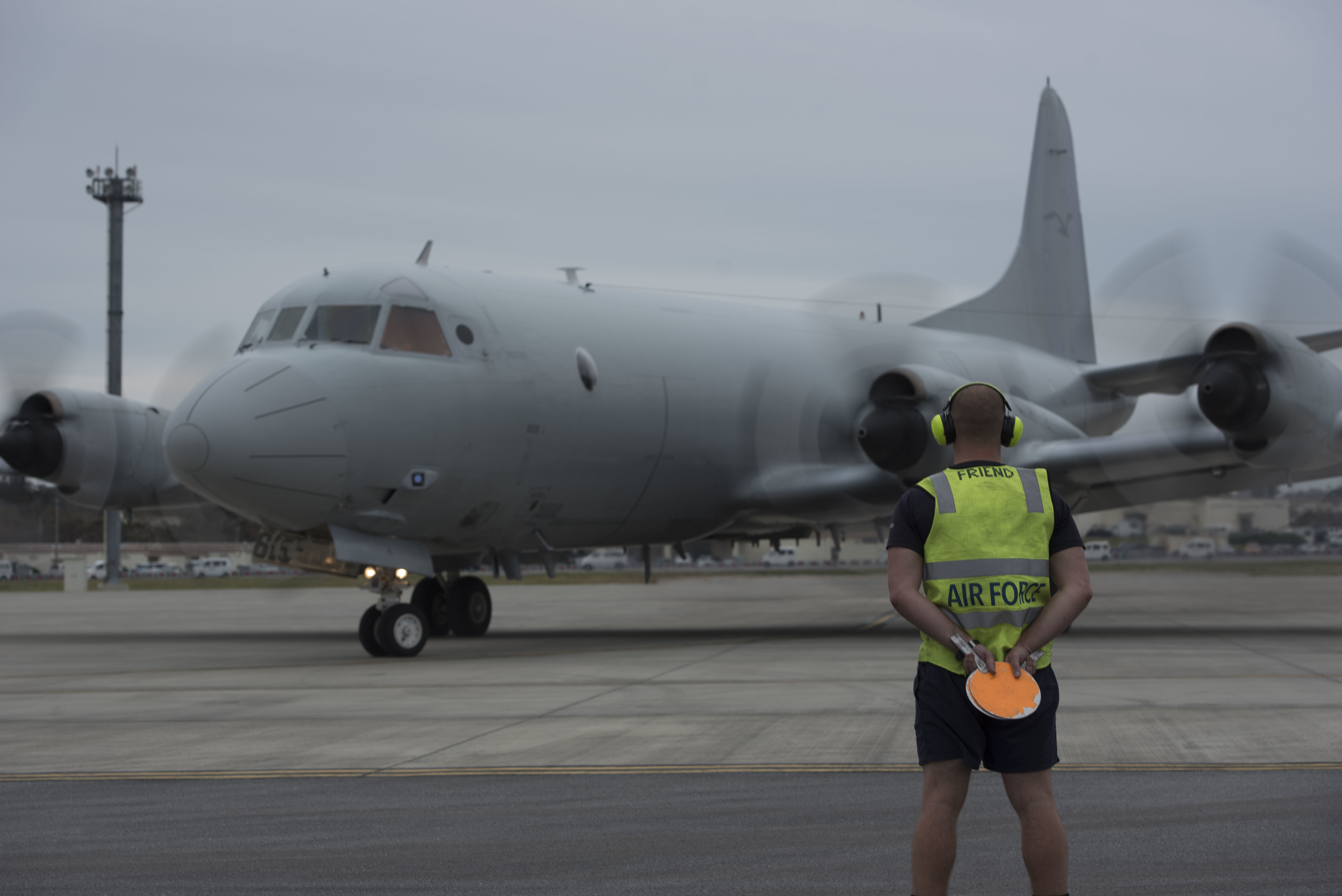
Um AP-3C Orion autraliano na Base Aérea de Kadena em outubro de 2018

No início de setembro de 2018, o ministro da Defesa australiano, Christopher Pyne, e o vice-primeiro-ministro da Nova Zelândia, Winston Peters, afirmaram que era de seu interesse ajudar o Japão e os Estados Unidos contra a Coreia do Norte com aeronaves de patrulha. Essas unidades forneceriam capacidade adicional para impedir que navios norte-coreanos realizassem comércio ilegal no mar, violando as sanções da ONU. A Força Aérea Real Australiana implantou duas aeronaves AP-3C, juntamente com um P-3K2 Orion do RNZAF. Os P-8 Poseidons da RAAF foram posteriormente implantados periodicamente em Kadena como parte da Operação Argos. O RNZAF Orions também opera periodicamente a partir de Kadena, com quatro dessas implantações realizadas em abril de 2021.

### Outras unidades

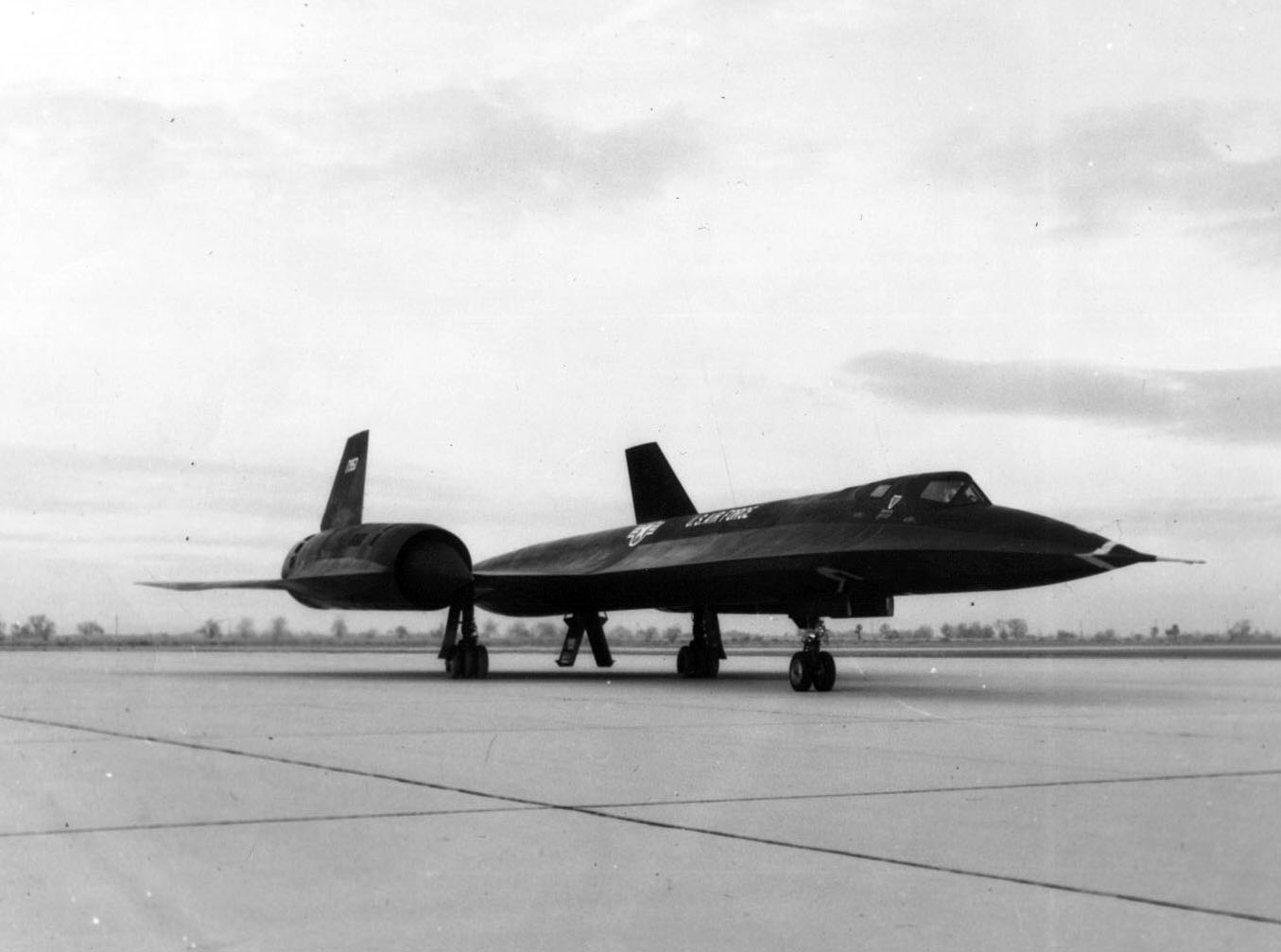
Lockheed SR-71 vista lateral do primeiro SR-71A-LO entregue (SN 61-7950) 061122-F-1234P-045

Outras unidades importantes atribuídas a Kadena desde 1954 foram:
- 313ª Divisão Aérea (março de 1955 - outubro de 1991)
Assumiu a responsabilidade pela defesa aérea das Ilhas Ryukyu e operações táticas no Extremo Oriente, mantendo as forças designadas no mais alto grau possível de prontidão de combate. Além disso, apoiou a Quinta Força Aérea no desenvolvimento, planejamento e coordenação de requisitos para futuras operações da Força Aérea nas Ilhas Ryukyu. A divisão também apoiou vários exercícios como Cope Thunder, Cope Diamond, Team Spirit e Cope North. Forneceu suporte à unidade de base para organizações atribuídas ao Kadena (maio de 1955 – outubro de 1957, dezembro de 1964 – outubro de 1974). A recém-considada 18ª Ala substituiu a 313ª Divisão Aérea em 1991.
- Força-Tarefa Kadena (Provisório) (SAC) (maio de 1955 - maio de 1958) ( RB/ERB-47H )
Realização de atividades de Reconhecimento Eletrônico e Contramedidas.
- 498º Grupo de Mísseis Táticos (Fevereiro de 1961 – Outubro de 1969) ( TM-76B/CGM-13B )
Equipado com o TM-76B, renumerado em 1963 para o míssil de cruzeiro guiado CGM-13B Mace, quatro locais de lançamento de site duro.
- 4252d Ala Estratégica (SAC) (janeiro de 1965 - abril de 1970)
376th Strategic Wing (SAC) (abril de 1970 - agosto de 1973) ( B-52, KC-135, EC-135)
Ativado pelo SAC em Kadena. Substituiu a 4252ª Ala Estratégica. Conduziu operações de combate B-52 no Sudeste Asiático de janeiro de 1965 a setembro de 1970, quando as Missões Arc Light da base foram encerradas.[13] A distância dos alvos no Vietnã do Sul resultou em carga útil reduzida e maiores demandas de reabastecimento aéreo para B-52s baseados em Kadena e Guam e, a partir de abril de 1967, a USAF começou a basear B-52s no Aeródromo da Marinha Real Tailandesa de U-Tapao, juntamente com a oposição japonesa. à guerra levou à redução das operações B-52 de Kadena.[14] Realizou reabastecimento aéreo KC-135 e reconhecimento eletrônico RC-135 de abril de 1970 a 1991. Conduziu operações de retransmissão de rádio no ar, de abril a novembro de 1970, fevereiro a junho de 1971 e março de 1972 a agosto de 1973. Até 1991, a ala controlava o 909º Esquadrão de Reabastecimento Aéreo (KC-135A/Q/R) e apoiava aeronaves de reconhecimento rotacional ( TR-1, SR-71 ) após a inativação do 9º SRW em 1974. A Ala foi inativada em Kadena em 30 de outubro de 1991 com a retirada de forças estratégicas. Sua missão foi absorvida pela 18ª Ala.
- 9ª Ala de Reconhecimento Estratégico (SAC) (1968-1974) ( A-12, SR-71)
Implantado da Base Aérea de Beale, Califórnia, realizou reconhecimento estratégico sobre o Vietnã do Norte e o Laos. Em março de 1968, os SR-71 começaram a chegar a Kadena vindos da Base Aérea de Beale.[15] Em 15 de março, o Det OL-8 foi declarado Operacional Pronto para surtidas SR-71.[15] Com a conclusão de cada missão um "Habu" foi pintado no pássaro.[15] Os SR-71 tiveram uma média de aproximadamente uma surtida por semana por quase dois anos. Em 1970, os SR-71 estavam em média duas missões por semana. Em 1972, o SR-71 estava voando quase uma surtida todos os dias. Enquanto implantados em Okinawa, os SR-71 e seus tripulantes ganharam o apelido de Habu (assim como os A-12 que os precederam) depois de uma víbora do sudeste asiático que os okinawanos achavam que o avião se assemelhava. A missão SR 71 em Okinawa terminou em 1990.
- 18ª Ala de Apoio ao Combate (1985–1991)
O 18 CSW era originalmente o 18º Grupo de Apoio ao Combate da 18ª Ala de Caça Tático antes de ser elevado a Ala em 1985. Ele agia como o comando de gerenciamento da instalação e controlava todos os serviços necessários para executar a instalação. Com a consolidação de inúmeras missões na 18ª Ala em 1991, o 18º CSW foi rebaixado e renomeado como 18º Grupo de Apoio. Foi redesignado novamente como o 18º Grupo de Apoio à Missão em 2002.

### Baliza
| Nome   | modelo | Indicativo de chamada | Frequência | Tempo operacional |
| ------ | ------ | --------------------- | ---------- | ----------------- |
| Kadena | VOR    | KAD                   | 112 MHz    | 24 horas          |
| Kadena | TACAN  | –                     | 1018 MHz   | 24 horas          |

A USAF é responsável pela manutenção.

## Função e operações
A 18ª Ala é a unidade anfitriã da Kadena AB. Além disso, a base abriga unidades associadas de cinco outros comandos principais da Força Aérea, da Marinha dos Estados Unidos e de outras agências do Departamento de Defesa e unidades de subordinação direta. Unidades associadas operam mais de 20 aeronaves permanentemente designadas, com base avançada ou desdobradas da base diariamente.

### 18ª Ala
A 18ª Ala é a maior e mais diversificada ala de combate da Força Aérea. A Ala é dividida em cinco grupos: o 18º Grupo de Operações, o 18º Grupo de Manutenção, o 18º Grupo de Apoio à Missão, o 18º Grupo de Engenheiros Civis e o 18º Grupo Médico. a frota de F-15C/D Eagles de Kadena (44º e 67º Esquadrões de Caça); KC-135R/T Stratotankers (o 909º Esquadrão de Reabastecimento Aéreo ); E-3 Sentry|E-3B/C Sentries (o 961º Esquadrão de Controle Aéreo Aerotransportado ); e HH-60 Pave Hawks (o 33º Esquadrão de Resgate ).

### 353d Grupo de Operações Especiais
O 353d Grupo de Operações Especiais é um elemento do Comando de Operações Especiais da Força Aérea, Hurlburt Field, Flórida. Os 750 aviadores do grupo estão organizados no 1º Esquadrão de Operações Especiais, 17º Esquadrão de Operações Especiais, um esquadrão de manutenção, o 320º Esquadrão de Táticas Especiais e um esquadrão de apoio a operações. Os esquadrões voadores operam o MC-130J Commando II, MC-130H Combat Talon II.

### 733d Esquadrão de Mobilidade Aérea
Este 733d Air Mobility Squadron gerencia todos os passageiros e cargas que viajam por via aérea dentro e fora de Kadena. Esta unidade do Comando de Mobilidade Aérea suporta cerca de 650 chegadas e partidas de aeronaves todos os meses, movimentando mais de 12.000 passageiros e cerca de 3.000 toneladas de carga.

### 82º Esquadrão de Reconhecimento
O 82º Esquadrão de Reconhecimento do Comando de Combate Aéreo mantém aeronaves; prepara tripulações prontas para o combate; e analisa, processa e dissemina o lançamento de dados de inteligência em apoio às missões RC-135V/W Rivet Joint, RC-135U Combat Sent e WC-135 Constant Phoenix realizadas no Teatro do Pacífico.

### 390º Esquadrão de Inteligência
Este esquadrão da Agência de Inteligência Aérea realiza operações de informação fornecendo inteligência de combate sob medida e avaliando a segurança dos sistemas de comando, controle, comunicação e computador amigos para melhorar a capacidade de sobrevivência em combate, a percepção da situação e a segmentação.

### Exército americano
O 1º Batalhão do Exército dos EUA , 1º Regimento de Artilharia de Defesa Aérea, atribuído ao 94º AAMDC é um batalhão Patriot PAC-3. Consiste em quatro baterias de mísseis Patriot (Alpha a Delta), uma empresa de manutenção (Echo) e uma bateria de sede (HHB).

### Gabinete de Gestão Habitacional
O Air Force Housing Management Office (HMO) administra a Gestão Habitacional Militar (MFH) para todos os militares designados para Okinawa. A Base Aérea de Kadena contém cerca de 4.000 unidades habitacionais familiares, em estilos de apartamentos, casas geminadas e residências unifamiliares.

### Outras unidades
- Destacamento da Rede das Forças Americanas 11, AFNEWS
- Det 3, Esquadrão Postal Aéreo PACAF
- Det 3, Escola de Medicina Aeroespacial da Força Aérea dos Estados Unidos
- 525 EMXS, Centro de Suporte Pacífico
- Det 3, Escritório de Petróleo da Força Aérea Wr-Alc
- Det 624, Escritório de Investigações Especiais da Força Aérea
- Det 233, Agência de Auditoria da Força Aérea
- Destacamento de Treinamento de Campo Det 15, 372º Esquadrão de Treinamento
- Agência do Comissário de Defesa
- Escritório do Diretor do DoDEA Pacific
- Atividade de Educação do Departamento de Defesa Distrito do Pacífico-Okinawa
- Ligação da Asa Marinha Kadena
- Cruz Vermelha Americana

## Unidades baseadas
Unidades voadoras e notáveis não voadoras baseadas na Base Aérea de Kadena.
As unidades marcadas como GSU são Unidades Geograficamente Separadas, que embora sediadas em Kadena, são subordinadas a uma unidade-mãe baseada em outro local.

## Destacamento de Comunicações Navais de Okinawa
A missão da NAVCOMM Det Okinawa é fornecer suporte de comunicações para a Sétima Frota e unidades de apoio, Forças Navais dos EUA no Japão, Forças Navais dos EUA na Coréia, Agência de Sistemas de Informação de Defesa e Força de Autodefesa Marítima Japonesa. O destacamento tem quatro centros de trabalho:
1. TSCCOMM fornece suporte de telecomunicações para Patrol Wing ONE Det Kadena, esquadrões de patrulha implantados e Marine Wing Detachment
2. CMS fornece materiais de segurança de comunicações (COMSEC) e equipamentos criptográficos para esquadrões de patrulha e destacamentos, e para o Comandante Amphibious Group One/CTF76, localizado em White Beach
3. Naval Radio Transmitter Facility (NRTF) Awase fornece suporte de transmissor de HF para os comandantes de frota e área e suporte de transmissor de LF para submarinos que operam nos oceanos Pacífico e Índico
4. O SURTASS suporta funções de comando e controle para navios SURTASS que operam no Oceano Índico e no Pacífico Ocidental.

## Comandos principais aos quais atribuídos
- Décimo Exército dos Estados Unidos, 1 de abril de 1945
- Oitava Força Aérea, 16 de julho de 1945
- Comando Aéreo do Pacífico, Exército dos Estados Unidos (PACUSA), 6 de dezembro de 1945

Redesignado: Força Aérea do Extremo Oriente, 1 de janeiro de 1947
Redesignado: Forças Aéreas do Pacífico, 1 de julho de 1957

## Instalações básicas
- Parque Portão 5
- Terminal de passageiros Kadena
- Troca de Base Kadena
- Centro Comunitário Schilling
- Clube de roqueiros
- Clube de Oficiais
- EDIS (Serviços de Intervenção de Desenvolvimento Antecipado)
- Kadena Aeroclub
- Campo de Golfe Banyan Tree
- Jack's Place Restaurant (originalmente Skoshi KOOM – Kadena Officers Open Mess)[19]
- Colégio Kadena
- Escola Secundária Kadena
- Escola Primária Kadena
- Escola Primária Bob Hope
- Escola Secundária Ryukyu
- Escola Intermediária Amelia Earhart
- Escola Primária Stearley Heights
- A Divisão Asiática da University of Maryland University College (UMUC)[20]
- Comissário Kadena

## Preocupações ambientais
Em junho de 2013, o governo do Japão descobriu 22 barris enterrados em uma antiga propriedade de base que os testes mostraram que continham dioxinas e herbicidas. Testes nos solos circundantes encontraram níveis de dioxinas em 8,4 vezes e águas subterrâneas em 280 vezes o limite legal. O terreno em questão é um campo de futebol que faz fronteira com a Escola Primária Bob Hope da base e a Escola Intermediária Amelia Earhart. Pais irritados acusaram os oficiais da base, sob os comandantes Brigadeiro General Matt H. Molloy e Brigadeiro General James B. Hecker, de não notificá-los sobre as toxinas perto da escola e não investigar o assunto. Os pais estabeleceram um grupo no Facebook em 10 de janeiro de 2014 intitulado "Bob Hope/AEIS - Protect Our Kids". Depois que o problema foi relatado no Japan Times e Stars and Stripes, funcionários da USAF testaram o solo e a água nas escolas e disseram que nenhuma substância tóxica excessiva foi encontrada.
O solo na base testou positivo para níveis muito altos de bifenilquímicos policlorados (PCBs), na casa dos milhares de partes por milhão, muito mais altos do que a maioria dos outros locais de contaminação no mundo, de acordo com um relatório divulgado em 1987 após uma investigação motivada por um pequeno derramamento não relacionado de óleo de transformador.

## Acidentes e incidentes
- 30 de junho de 1959: um F-100 do grupo caiu em Okinawa durante um voo de treinamento após sofrer um incêndio no motor. O piloto ejetou com sucesso e não sofreu danos, mas a aeronave colidiu com uma escola primária local, matando 11 alunos e seis moradores do bairro próximo e ferindo 210.[25]
- 19 de novembro de 1968: B-52 da Ala Estratégica 4252d se partiu e pegou fogo depois que a aeronave abortou a decolagem em uma missão de bombardeio Arc Light ao Vietnã do Sul. 2 tripulantes morreram de seus ferimentos.
- 2 de novembro de 1987: RF-4C 66-0416 (15 TRS / 18 TFW) entrou em rotação a 16.500 pés em uma área de Whiskey aproximadamente 95 milhas a nordeste de Kadena. Ambos os membros da tripulação ejetados. O corpo de um tripulante nunca foi recuperado. O outro membro da tripulação sobreviveu.
- 28 de maio de 2013: F-15C do 44º Esquadrão de Caça caiu no oceano ao largo de Okinawa. O piloto ejetou e foi resgatado pelo Destacamento Naha da Ala de Resgate Aéreo da Força de Autodefesa Aérea do Japão.[26][27][28]
- 11 de junho de 2018: F-15C do 44º Esquadrão de Caça caiu no mar de Okinawa. O piloto foi resgatado pelo Destacamento Naha da Ala de Resgate Aéreo da JASDF.[29][30]